# Effet Tyndall
Pour les articles homonymes, voir Tyndall.

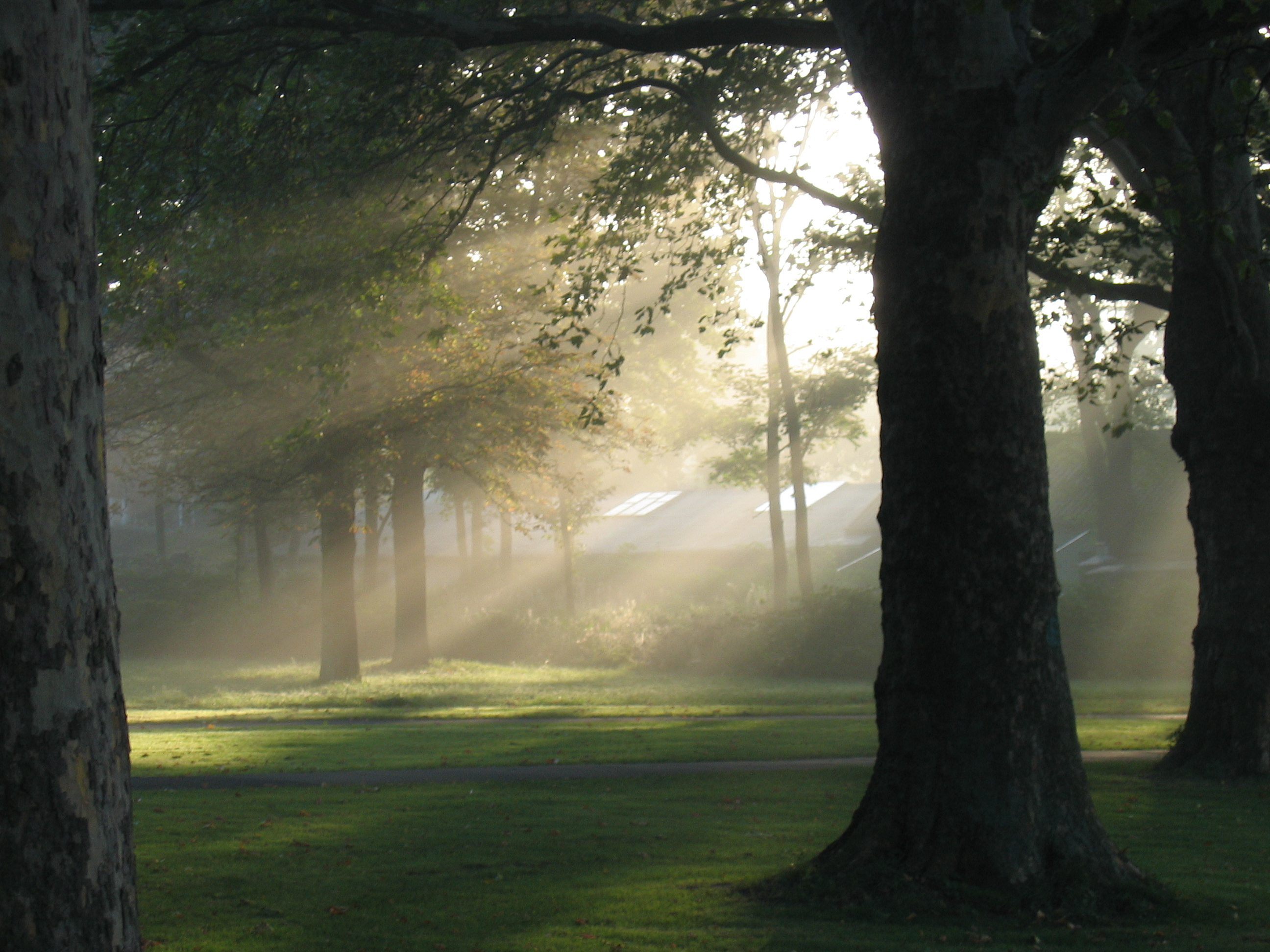
Visualisation de l’effet Tyndall, rayons solaires à travers la brume.

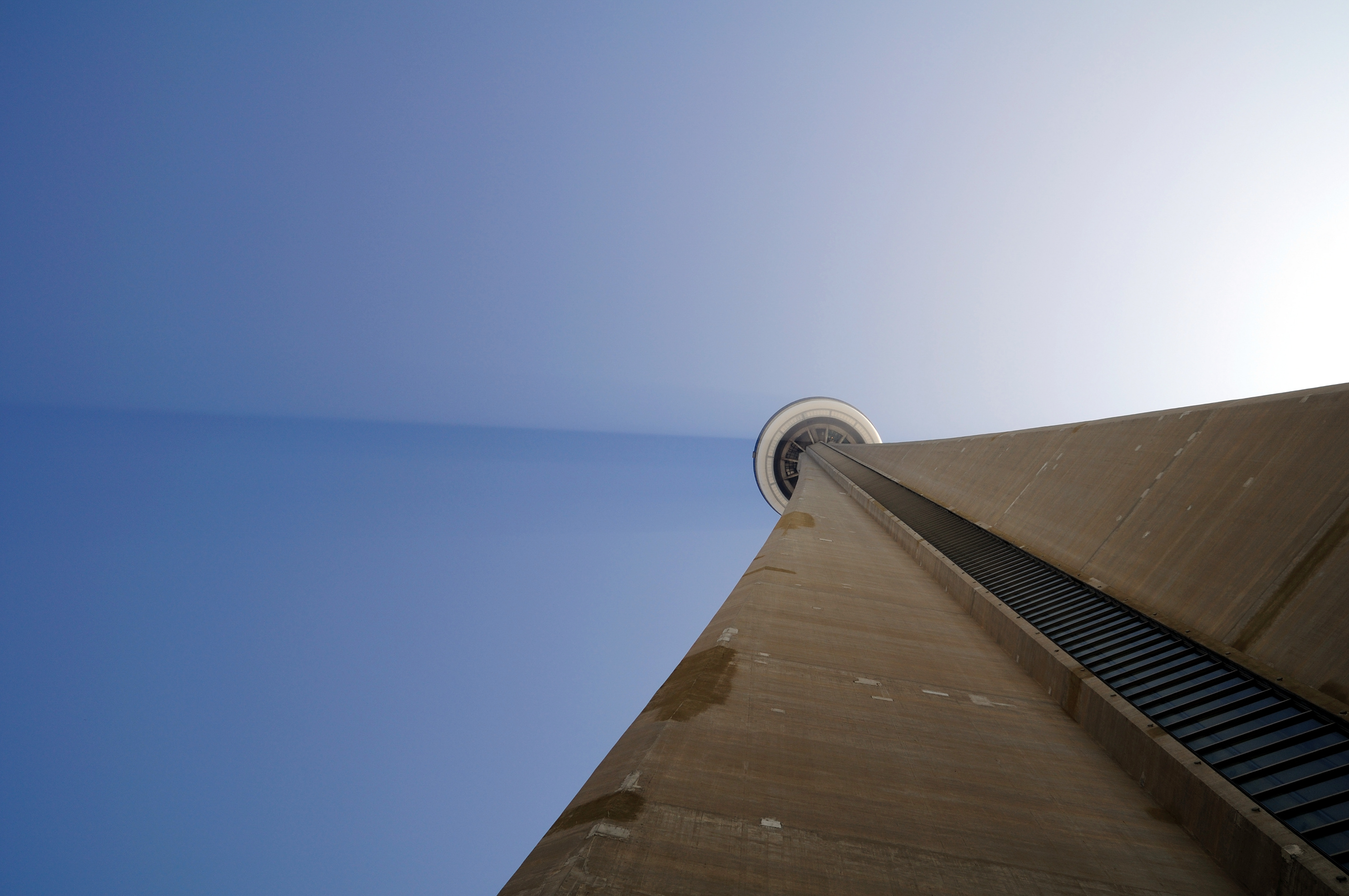
Effet Tyndall près de la tour CN, à Toronto.

L'effet Tyndall est un phénomène de diffusion de la lumière incidente sur des particules de matière, de dimensions plus petites ou comparables aux longueurs d’onde de cette lumière. Cet effet est visible dans les systèmes colloïdaux, notamment les suspensions, les émulsions ou les aérosols. Le phénomène est facilement observable sur  des rayons de lumière lorsqu’ils traversent des zones riches en particules solides ou liquides (par exemple de la poussière ou des gouttes d’eau). 

## Explication
Ce phénomène optique s’explique aujourd’hui dans le cadre de la diffusion Rayleigh. L'intensité de la lumière diffusée est proportionnelle à la puissance quatrième de la fréquence, en conséquence la lumière de couleur bleue est notablement plus diffusée que la rouge. Cet effet explique la couleur bleue du ciel.

## Histoire

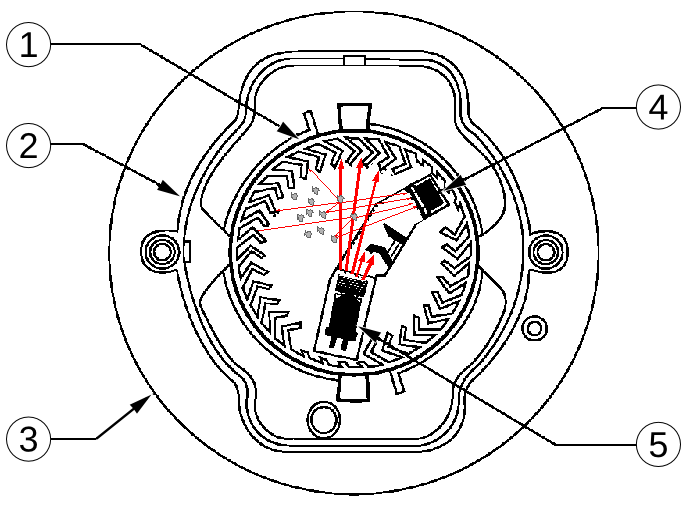
Principe du détecteur optique de fumées 1. Chambre optique 2. Couvercle 3. Boitier 4. Photo-diode 5. LED infra-rouge

L'éponyme de l'effet Tyndall est le scientifique et alpiniste irlandais John Tyndall (1820-1893) qui l'a décrit pour la première fois en 1869 ; cependant, il n’en donna pas une description complète. Ce fut le physicien Gustav Mie qui l’étudia de manière rigoureuse, à partir de 1908 (théorie de Mie).
L'effet est aussi connu comme l'effet Faraday-Tyndall,.

## Médecine
L'effet Tyndall permet d'expliquer les couleurs bleues/vertes dans les yeux de certaines personnes. En effet, la réflexion de la lumière contre le stroma et l'épithélium pigmentaire fait que celle-ci se diffracte différemment en fonction des longueurs d'onde. La lumière bleue sera ainsi plus diffractée que la lumière rouge, ce qui donnera une couleur bleue à l'iris. 
De plus, il est important de noter que les personnes ayant les yeux bleus/verts possèdent moins de pigments dans l'iris, qu'une personne avec les yeux bruns-noir ou jaune-brun.
En ophtalmologie, l'effet Tyndall, observé à la lampe à fente, désigne la présence de protéines et de cellules inflammatoires circulant dans l'humeur aqueuse, notamment au cours d'une uvéite antérieure.

## Utilisations
L'effet Tyndall est utilisé pour la mesure en laboratoire de la turbidité de l'eau, en particulier de la mesure des faibles turbidités de l'eau de boisson. Seules les méthodes utilisant l'effet Tyndall sont efficaces pour les eaux traitées. 
L'effet Tyndall est également utilisé par les détecteurs optiques de fumée.